# Федосов, Владимир Тимофеевич
Влади́мир Тимофе́евич Федо́сов (14 февраля 1939, Кропоткин, Иркутская область — 4 августа 2004, Барнаул) — художник, живописец, мастер лирического пейзажа. Член Союза художников СССР с 1975 года (с 1991 года Всероссийская творческая общественная организация «Союз художников России»).
Владимир Федосов родился в посёлке Кропоткин Иркутской области. В 1940-е годы жил в Новосибирской области, обучался в школе посёлка Сузун.
В 1951 году с родителями переехал в город Барнаул. В Барнауле учёбу в школе совмещал с обучением в Народной изостудии при клубе завода «Трансмаш», под руководством А. В. Иевлева. В 1956—1960 годы — художник-оформитель на Барнаульском станкостроительном заводе. В 1960 году поступил в Иркутское художественное училище, где обучался у А. И. Вычугжанина, Г. В. Казакова. По окончании в 1965 году училища вернулся в Барнаул и устроился на работу в бюро технической эстетики Научно-исследовательского института точных приборов. С 1968 года — сотрудник Алтайского отделения художественного фонда РСФСР.
С 1967 года В. Т. Федосов — регулярный участник краевых, региональных, зональных, республиканских, зарубежных выставок.

## Основные работы
- «Оттепель» (1960)
- «Домик на окраине» (1965)
- «Последний снег» (предположительно 1960-е гг.)
- «Осень» (1979)[1]
- «Обь» (1982)[1]
- «Пейзаж с аилом»(1988)
- «Дорога в лесу» (1989)[1]
- «Алтай» (1990)
- «Тихий день» (1991)
- «Полдень» (1993) — вольная копия с картины И. И. Шишкина «Пейзаж с озером» (1886)
- «Летний день» (1996)
- «Просторы» (1998)[1]
- «На берегу» (2000)[1]
- «Заросшая река» (2001)
- «Весна» (2002)
- «Жаркий день» (2001)[1]
- «Лес» (2002)[1]
- «Пруд» (2003)
- «Луг» (2003)
- «Летний день» (2003)
- «Полдень» (2003)
- «В лесу» (2003)[1]
- «Осень» (2003)
- «Тишина»
- «Лошадки»
- «Дождь кончился»
- «Протока»
- «Деревня»[1]
- «Поленница» (не датирована)
- «Вечер» (не датирована)